# Mammillaria brandegeei
Mammillaria brandegeei (J.M.Coult.) Britton & Rose, es una especie fanerógama perteneciente a la familia Cactaceae. 

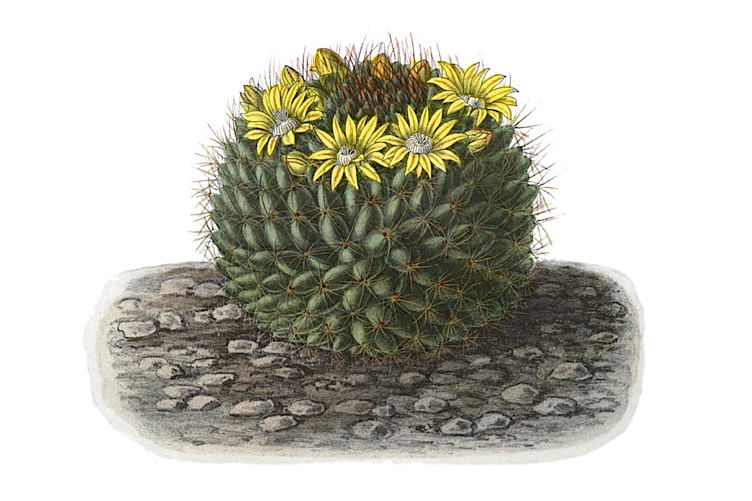
Ilustración de 1904

## Descripción
Es una planta perenne carnosa y globosa con la hojas transformadas en espinas (como buena parte de las especies de la familia).
Mammillaria brandegeei por lo general crece formando grupos, o solitarias. El cuerpo de la planta es globoso a cilíndrico. Son de color verde oscuro y alcanza los 9 centímetros de diámetro. Tienen 1 a 4  espinas centrales de color marrón rojizo con una punta oscura, fuerte y recta,,  de 1 a 1,2 centímetros de largo. Las 9-16 espinas radiales son de color blanco a marrón amarillento, con la punta más oscura, rígida con forma de aguja, de alrededor de 0,7 a 1 centímetro de largo.
Las flores son de color verde amarillento, amarillo o marrón. Los frutos maduros son de color rosa mate. Contienen semillas marrones.

## Distribución y hábitat
Es endémica de Baja California y Baja California Sur en México. Su hábitat natural son los áridos desiertos.

## Taxonomía
Mammillaria brandegeei fue descrita por (J.M.Coult.) Britton & Rose y publicado en Erythea 5: 116, en el año 1897.
Etimología
Mammillaria: nombre genérico que fue descrita por vez primera por Carolus Linnaeus como Cactus mammillaris en 1753, nombre derivado del latín mammilla = tubérculo, en alusión a los tubérculos que son una de las características del género.
brandegeei: epíteto otorgado en honor del botánico Townshend Stith Brandegee.
Sinonimia
- Cactus brandegeei basónimo
- Cactus gabbii
- Mammillaria gabbii
- Mammillaria glareosa
- Neomammillaria dawsonii
- Mammillaria dawsonii
- Mammillaria lewisiana[3]